# Mad Max
Cet article concerne le film Mad Max. Pour la franchise, voir Mad Max. Pour le jeu vidéo sorti en 2015, voir Mad Max.
Série Mad Max
Mad Max 2 : Le Défi
(1981)
Pour plus de détails, voir Fiche technique et Distribution.
Mad Max est un film d'action dystopique australien réalisé par George Miller et sorti en 1979.
La structure narrative est fondée sur le style western, Mad Max se déroulant dans une société violente où la criminalité est en forte augmentation et où le chaos se répand. Le film est également une histoire d'amour et de vengeance. Il est devenu le plus gros succès financier pour un film australien et a permis à la société de production New Wave films de s'ouvrir au marché international.
Mel Gibson y incarne « Mad » Max Rockatansky, un policier devenu justicier en Australie dans un futur proche en plein effondrement sociétal.
Mad Max est le premier film d'une franchise qui se poursuit par Mad Max 2 : Le Défi en 1981, Mad Max : Au-delà du dôme du tonnerre en 1985, Mad Max: Fury Road en 2015 et Furiosa en 2024.

## Synopsis

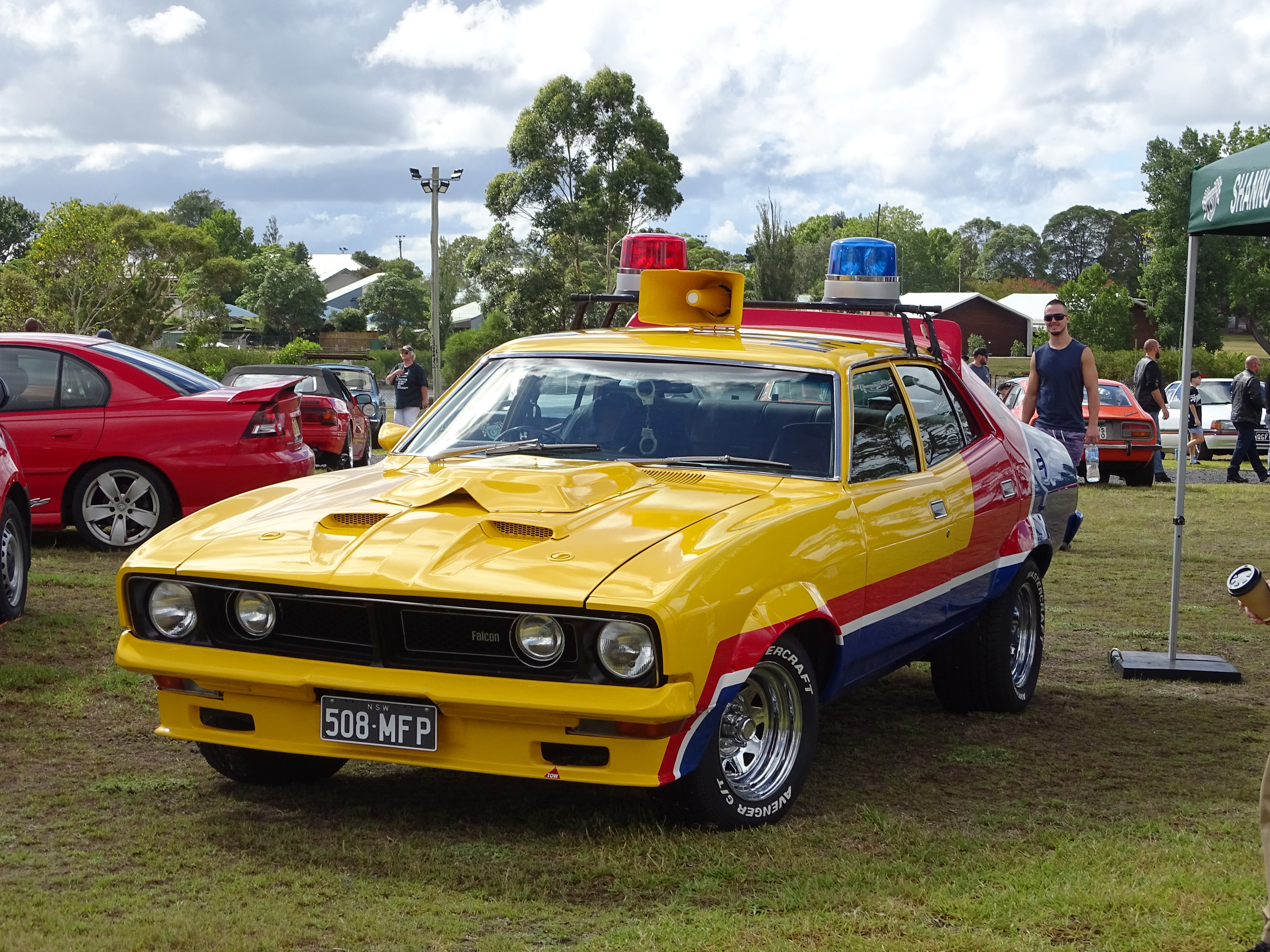
Ford Falcon XB 'Interceptor' de la MFP

Dans un futur proche, un criminel, Montazano, membre du gang de motards « Aigles de la route », s'est évadé en tuant un agent de la police routière (Main Force Patrol ou MFP, chargée de faire régner l'ordre et de combattre les bandes de pirates de la route) et en ayant volé une Pursuit Special, voiture de patrouille de la police, en compagnie d'une copine. Bien que plusieurs policiers tentent vainement de les stopper, la plupart se retrouvent avec leur véhicule endommagé. L'un d'entre eux, Max Rockatansky, s'engage dans une poursuite à grande vitesse avec Montazano, grâce à son sang-froid, qui lui permet de faire « craquer » ses adversaires lors d'impressionnants face à face routiers. Montazano panique et perd le contrôle de sa voiture, se tuant dans l'explosion de celle-ci. Le soir venu dans sa maison sur la plage, Max en compagnie de sa femme et son jeune fils, découvre qu'il fait les gros titres du journal télévisé.
Le lendemain, le coéquipier de Max, le motard Jim Goose dit « le Gorille », qui a eu la jambe cassée dans la poursuite précédente, le retrouve au quartier général de la police de la route, afin de lui montrer une nouvelle Pursuit Special, voiture de police en préparation, équipée d'un moteur V8 de 600 chevaux avec compresseur, ce qui en ferait la plus rapide sur la route. Max accepte de la conduire, mais il est révélé que le chef de la MFP, Fifi MacAffee, a commandé la voiture comme le véhicule personnel de Max afin de le convaincre de ne pas quitter l'équipe.
Parallèlement, le gang de motards des Aigles de la route, dirigé par Toecutter et Bubba Zanetti, venus venger leur frère Montazano débarque dans une petite ville. Ayant récupéré son cercueil à la gare, ses membres vandalisent les biens matériels, volent du carburant et terrorisent la population. Un jeune couple effrayé quitte la ville mais est rapidement rattrapé par le gang qui détruit leur voiture. Max et Goose procèdent à l'arrestation de Johnny Boy, un membre du gang, qui était trop drogué pour quitter les lieux du viol du couple par le gang. Les victimes et la population ne s'étant pas présentées au procès de Johnny, le tribunal ordonne sa libération, provoquant la colère de Goose. Celui-ci menace Johnny, qui sabote en représailles la moto de Goose pendant qu'il est dans une boîte de nuit.
Le lendemain, lors d'une patrouille, Goose a un accident, dont il sort sonné mais indemne. Il appelle un service de dépannage afin de remorquer sa moto en empruntant un pick-up, mais Johnny et Toecutter lui tendent une embuscade. Johnny jette un frein à tambour sur le pare-brise du pick-up, qui fait un tonneau. Bloqué, Goose est ensuite gravement brûlé par Johnny, qui sous la pression de Toecutter, jette une allumette sur le réservoir qui fuit de l'épave. Après avoir vu le corps brûlé de Goose aux soins intensifs de l'hôpital, Max prend peur et veut démissionner. Fifi tente de le convaincre de prendre des vacances avant de prendre une décision finale.

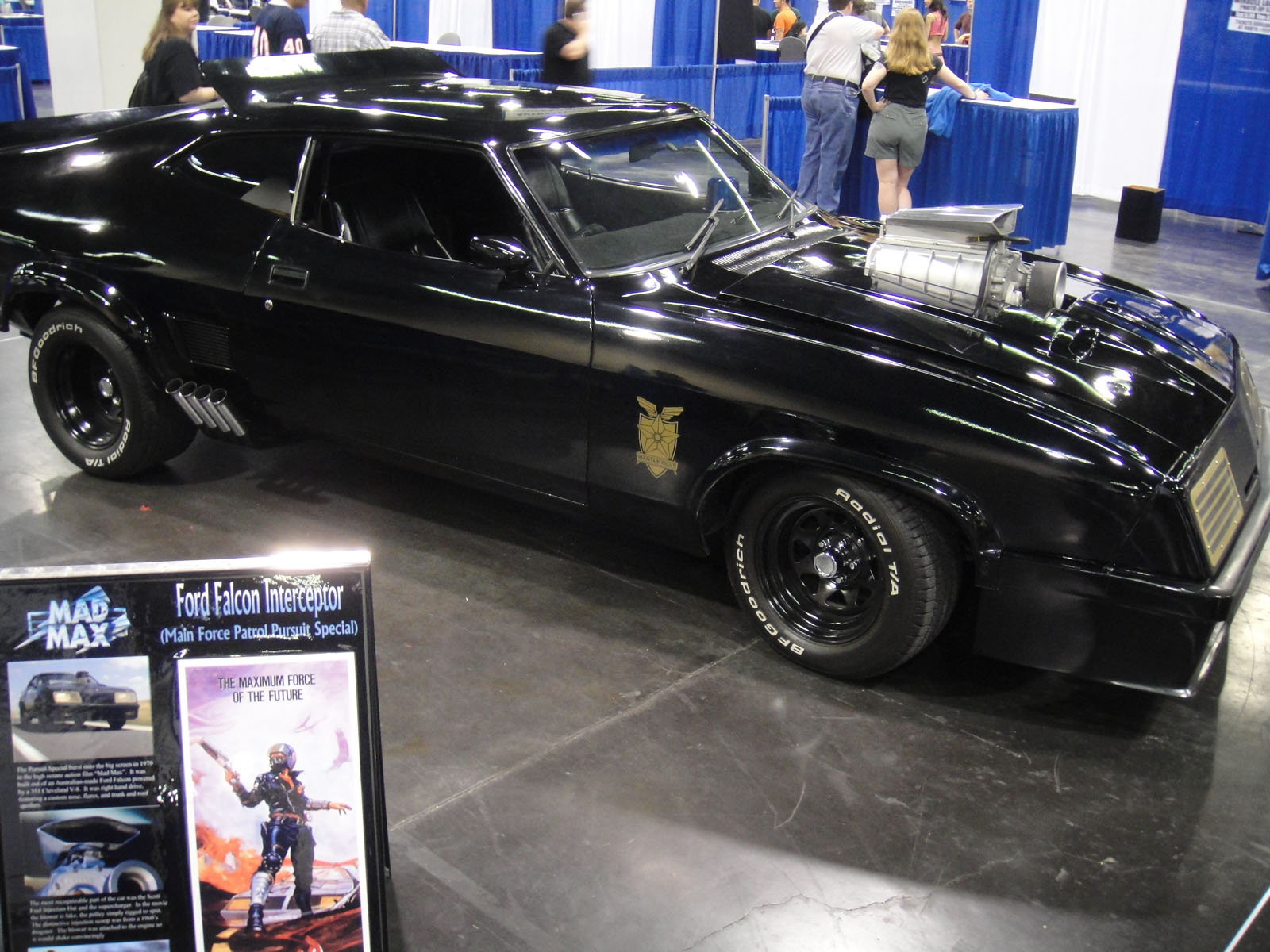
La Pursuit Special de Mel Gibson dans le film.

Max part alors vers le nord avec son épouse Jessie et son fils Sprog, loin de la violence routière. Alors qu'ils se sont arrêtés dans un garage pour réparer un pneu, Jessie, partie chercher une glace avec Sprog, tombe sur Toecutter et son gang, qui tentent de l'agresser. Jessie prend le dessus, parvient à fuir et revient chercher Max. Le couple et leur bébé trouvent refuge chez une amie, May Swaisey, qui vit dans une ferme isolée, mais le garagiste indique au gang où ils se rendaient. Jessie est retrouvée et poursuivie par le gang après s'être baignée sur la plage, May parvient à les menacer avec un fusil, lui permettant ainsi de fuir avec son fils. May, Jessie et Sprog s'échappent en voiture, mais tombent en panne peu de temps après. Jessie et Sprog fuient à pied. May, restée près de la voiture, tire sur les motards, mais les rate. Toecutter et sa bande rattrapent Jessie et son bébé et les écrasent avec leur moto avant de s'enfuir au loin.
Max arrive. Jessie et Sprog sont emmenés à l'hôpital, mais le bébé meurt et Jessie est gravement blessée (elle mourra également peu après). Fou de rage, Max part à la poursuite des motards. Il met son uniforme de policier et va au quartier général du MFP récupérer la Pursuit Special modifiée. Après avoir torturé le garagiste pour lui soutirer des informations, il retrouve le gang, dont il tue plusieurs membres sur un pont en leur fonçant dessus en voiture. Il chasse ensuite méthodiquement les dirigeants du groupe, et tire mortellement sur Bubba à bout portant avec son arme, ce dernier ayant réussi cependant à blesser Max à la jambe par arme à feu et à écraser son bras droit sous les roues de sa moto. Johnny fuit après avoir vu Bubba se faire tuer, tandis que Toecutter est traqué par Max. Dans sa fuite, Toecutter se fait écraser par un camion et est tué sur le coup.
Max retrouve plus tard Johnny sur les lieux d'un accident de la route. Dans une rage froide, il attache la cheville de Johnny avec une menotte, la fixe sur les débris de la voiture accidentée, puis place le briquet de Johnny près d'une fuite lente de carburant. Max lance ensuite une scie à Johnny, qui tente de plaider la folie, et lui laisse le choix entre scier sa cheville en cinq minutes (plus rapide mais très douloureux), ou les menottes en dix minutes (plus lent mais préservant son intégrité corporelle). Le laissant à son sort, Max quitte les lieux à bord de son Interceptor quand soudain la carcasse accidentée de l'autre voiture explose...
Les dernières images montrent Max au volant, abattu de chagrin et hanté par ses souvenirs, qui roule vers une destination inconnue dans l'outback.

## Fiche technique
Sauf indication contraire, les informations mentionnées dans cette section peuvent être confirmées par la base de données cinématographiques IMDb,  présente dans la section « Liens externes ».
- Titre original et français : Mad Max
- Titre québécois : Bolides hurlants
- Réalisation : George Miller
- Scénario : James McCausland et George Miller, d'après une histoire de Byron Kennedy et George Miller
- Musique : Brian May
- Direction artistique : Jon Dowding
- Costumes : Clare Griffin
- Photographie : David Eggby
- Montage : Cliff Hayes et Tony Paterson
- Production : Byron Kennedy
  - Production associée : Bill Miller
- Sociétés de production : Kennedy Miller Productions ; Crossroads et Mad Max Films (coproductions)
- Sociétés de distribution : Roadshow Film Distributors (Australie), Warner Columbia Films (France), Warner Bros. (Québec)
- Budget : 400 000 dollars australiens[1]
- Pays de production :  Australie
- Langue originale : anglais
- Format : couleur - 2,35:1 - 35 mm - son monophonique
- Genre : action, dystopie, road movie, science-fiction post-apocalyptique
- Durée : 88 minutes
- Dates de sortie[2],[3] :
  - Australie : 12 avril 1979
  - France : 13 janvier 1982 ; reprises en salles le 19 janvier 1983 et le 9 juillet 2008[4]
- Classifications :
  - Australie[5] (ACB) : restricted to 18 and over
  - France[6] (mention CNC) : interdit aux moins de 12 ans[notes 3]

## Distribution
- Mel Gibson (VF : Patrick Floersheim) : l'officier « Mad » Max Rockatansky
- Joanne Samuel (VF : Béatrice Delfe) : Jessie Rockatansky
- Hugh Keays-Byrne (VF : Michel Vocoret) : Toecutter (le Chirurgien en VF)
- Steve Bisley (VF : Gérard Dessalles) : l'officier Jim Goose (Jim le Gorille en VF)
- Tim Burns (VF : Éric Legrand) : Johnny the Boy (Johnny Cibiche ou Johnny le beau en VF)
- Roger Ward (VF : Michel Barbey) : Fifi
- Sheila Florance (en) (VF : Marie Francey) : May Swaisey
- Geoff Parry (en) (VF : Michel Paulin) : Bubba Zanetti
- Jonathan Hardy (VF : Michel Paulin) : le commissaire Labatouche
- Vincent Gil (en) (VF : Jacques Ferrière) : Crawford « Nightrider » Montazano (l'Aigle de la route en VF)
- Lulu Pinkus (en) : la copine du Nightrider
- Steve Millichamp (VF : Claude Brosset) : l'officier Roop
- John Ley (VF : Patrick Poivey) : l'officier Charlie
- Stephen Clark : l'officier Sarse
- George Novak : l'officier Scuttle
- David Cameron (VF : Serge Lhorca) : Barry, le mécanicien de la MFP
- David Bracks : Mudguts, membre du gang de Toecutter (Merdouille en VF)
- Paul Johnstone : Cundalini, membre du gang de Toecutter
- Howard Eynon : Diabando, membre du gang de Toecutter
- Nic Gazzana : Starbuck, membre du gang de Toecutter
- Bertrand Cadart : Clunk, membre du gang de Toecutter
- Reg Evans : le chef de gare
- Nick Lathouris (en) (VF : Georges Aubert) : le grease rat (le mécanicien aux pièces détachées)
- Max Fairchild : Benno
- Jerry Day : Ziggy
- Andrew Gilmour : Silvertongue
- Hunter Gibb : Lair
- Kim Sullivan : la jeune fille agressée
- Peter Felmingham (VF : Michel Paulin) : l'infirmier
- Lisa Aldenhoven (en) : une infirmière
- Robina Chaffey : la chanteuse du club Sugartown
- Brendan Heath : Sprog Rockatansky[notes 4], le fils de Max et Jessie
- Mathew Constantine : Toddler
- Neil Thompson (VF : Michel Gudin) : le journaliste à la télévision

 Source et légende : version française (VF) sur RS Doublage et VoxoFilm

## Production

### Développement
George Miller est d'abord un médecin travaillant dans une salle d'urgences à Sydney, où il voit beaucoup de blessures et de décès, comme décrits dans le film. Il est également témoin de nombreux accidents de voiture qui augmentent dans le Queensland rural et croise notamment un adolescent qui a perdu trois amis dans un accident. Lors d'une résidence dans un hôpital de Sydney, Miller rencontre le cinéaste amateur Byron Kennedy dans une école de cinéma estival en 1971. Le duo produit cette même année un court-métrage intitulé Violence at the Cinema, Part I, projeté dans de nombreux festivals de cinéma et qui remporte plusieurs prix.
Quelques années plus tard, Miller et Kennedy décident de produire un long métrage intitulé Mad Max. George Miller imagine alors une intrigue inspirée de son travail d'urgentiste. Il imagine un personnage dénué de sentiments et arpentant les routes pour soigner des accidentés. Mais peu à peu, l'idée initiale évolue. George Miller croit que les spectateurs trouveront l'histoire plus crédible si elle est définie dans un futur proche dystopique.
Par ailleurs, George Miller n'est pas satisfait des dialogues. Il fait alors appel à un ami cinéphile, James McCausland, qui n'a alors aucune expérience de scénariste. Il accepte cependant la proposition. Il intègre dans l'écriture ses observations sur les effets du choc pétrolier de 1973 sur les automobilistes australiens.
Kennedy et Miller cherchent ensuite des financiers. Ils expliquent le point de vue du film à Graham Burke, de Roadshow, qui a été enthousiaste. Les producteurs ont estimé qu'ils ne seraient pas en mesure de lever des fonds auprès des organismes gouvernementaux « parce que les producteurs australiens faisaient des films d'art et les sociétés et commissions semblaient les approuver sans réserve », selon Kennedy. Ils conçoivent une présentation de 40 pages, distribuée à un certain nombre de personnes susceptibles de fournir de l'argent. Kennedy et Miller contribuent également à l'aspect financier en faisant un travail de trois mois en radio d'urgence, le premier conduisant la voiture tandis que le second soignait. Selon Miller, le budget final était entre 350 000 et 400 000 dollars.

### Attribution des rôles
George Miller a volontairement choisi des acteurs peu connus afin qu'ils ne portent pas de collaborations passées avec eux. Mel Gibson, qui n'avait eu qu'un seul rôle au cinéma dans Summer City (1977), est allé aux auditions avec son ami et camarade de classe, Steve Bisley, qui décroche le rôle de Jim Goose. Gibson s'y était rendu en mauvaise forme, car la veille il s'est retrouvé impliqué dans une querelle d'ivrognes entre trois hommes lors d'une fête, ce qui lui a valu un nez enflé, une fracture de la mâchoire et diverses contusions. Selon ses propres mots, Gibson ressemblait à une « citrouille noire et bleue » durant cette audition. Gibson ne s'attendait pas à obtenir le rôle-titre. Cependant, le directeur de casting a aimé son look et a demandé à Gibson de revenir deux semaines plus tard, en lui disant que « nous avons besoin de monstres ». Lorsque le jeune acteur revient, les cinéastes ne le reconnaissent pas car ses blessures étaient presque complètement guéries, ce qui ne l'a pas empêché d'obtenir le rôle. Une partie du casting avait tourné dans un autre long-métrage, Stone.
James McCausland, le coscénariste, apparaît dans le long métrage dans le rôle de l'homme barbu en tablier en face du restaurant.

### Tournage
Le faible budget du film conduit à des moyens très limités sur le tournage :
- l'équipe n'a reçu l'autorisation d'utiliser que des bâtiments abandonnés, ce qui en fin de compte s'avère utile pour donner un meilleur aspect d'une époque post-apocalyptique ;
- Mel Gibson et Steve Bisley sont les seuls à recevoir des vestes et des pantalons en cuir véritable tandis que les autres acteurs jouant les policiers doivent se contenter de tenues en cuir synthétique d'une qualité bien inférieure (certains plans du film montrent des pantalons déchirés au niveau des genoux)[16] ;
- la production ne pouvait pas se permettre d'engager des figurants. Ainsi la séquence de la première apparition du gang des motards a été filmée avec un véritable gang appelé Vigilants (Justiciers en français). Un moyen pour la production d'économiser sur le budget d'autant plus que certains motards ont été payés en pack de bières;
- les combats à mains nues ont dû être joués par les acteurs eux-mêmes ;
- le film ne comporte pratiquement pas d'effets spéciaux. Ainsi, lors d'une scène, les motards ont été contraints de détruire une vraie porte en bois ;
- enfin lors du passage où Toecutter percute le camion de face, le camionneur embauché pour la scène n'est payé que 50 $ et ne souhaite pas abimer son engin. De ce fait, l'équipe a installé une plaque de protection peinte en trompe l'œil à l'avant du camion, détail fortement visible sur le plan large de profil.

À l'origine, le tournage doit durer dix semaines (six semaines pour la première équipe et quatre semaines pour les cascades et les séquences de poursuite), mais Rosie Bailey, qui était à l'origine choisie pour le rôle de l'épouse de Max, se blesse dans un accident de moto quatre jours avant le tournage, ce qui entraîne un arrêt de la production. Elle est remplacée par Joanne Samuel, entraînant ainsi un retard de deux semaines.
Finalement, le tournage dure six semaines entre novembre et décembre 1977 et six semaines supplémentaires pour la seconde équipe. L'équipe se retrouve deux mois plus tard, passant deux semaines à tourner des scènes et refaire la mise en scène des cascades en mai 1978. Le tournage s'est déroulé à Melbourne et ses alentours. Beaucoup de séquences de poursuites en voiture sont filmées près de la ville de Little River, au nord de Geelong. Le film est tourné avec une lentille format large anamorphique, ce qui en fait le premier film australien à l'utiliser.
La postproduction est réalisée à Melbourne. Le montage se fait dans un petit salon, sur une machine de montage construite par le père de Kennedy, ingénieur, qui l'a fabriquée pour eux. Tony Paterson monte le film pendant quatre mois, mais doit quitter le projet en raison de son implication au montage de Dimboola de John Duigan. George Miller reprend alors le montage avec Cliff Hayes, durant trois mois. Byron Kennedy et George Miller ont fait le montage définitif.

### Musique
Albums de Brian May
Patrick
(1978) Snapshot
(1979)
Bandes originales de Mad Max
Mad Max : Le Défi
(1981)
George Miller voulait un type de partition musicale à la manière de Bernard Herrmann en gothique. Il embauche Brian May après avoir entendu son travail sur Patrick. Dans le film, on peut entendre plusieurs chansons, absentes de la bande originale commercialisée, comme Rocker d'AC/DC ou Rollin' into the Night d'Akira Kushida.
Liste des titres
| 1. | Main Title                       | 2:03 |
| 2. | Max the Hunter                   | 2:10 |
| 3. | Max Decides On Vengeance         | 2:40 |
| 4. | The Final Chase                  | 1:47 |
| 5. | The Terrible Death of Jim Goose  | 1:02 |
| 6. | We'll Give 'Em Back Their Heroes | 1:13 |
| 7. | Pain and Triumph                 | 2:15 |
| 8. | Dazed Goose                      | 0:35 |
| 9. | Foreboding in the Vast Landscape | 2:08 |

| 10. | Declaration of War                | 1:30 |
| 11. | Flight from the Evil Toecutter    | 2:25 |
| 12. | Pursuit and Tragedy               | 1:55 |
| 13. | Jesse Alone, Uneasy and Exhausted | 1:40 |
| 14. | The Beach House                   | 1:55 |
| 15. | The Nightrider Rave               | 1:20 |
| 16. | Jesse Searches for Her Child      | 0:55 |
| 17. | Rampage of the Toecutter          | 1:47 |
| 18. | The Crazing of Johnny the Boy     | 2:05 |

| 19. | Outtakes Suite | 6:00 |

## Commentaires

### Analyse
Le pays est indéterminé : on sait juste qu'ils parlent anglais, roulent à gauche et que la police porte le nom de MFP, Main Force Patrol. George Miller a donc choisi de placer l'action n'importe où, c'est-à-dire ici et demain. Le cadre général n'est pas connu, il ne sera présenté que dans Mad Max 2 : Le Défi et le pays identifié à la fin de Mad Max : Au-delà du dôme du tonnerre (cependant, un cadavre de kangourou est brièvement visible dans le deuxième film, les plaques d'immatriculation sont celles de l'État de la Nouvelle-Galles du Sud, en Australie, et on entend de nombreux cris de corbeaux très reconnaissables comme étant des corbeaux australiens), le film apparaît de fait comme une évolution de la situation des pays occidentaux à l'époque.
Le film semble bien se passer en Australie. Un portrait de la reine d'Angleterre est visible dans le commissariat, c'est donc dans un pays du Commonwealth même si cela n'est pas directement montré où expliqué. Cependant, la conduite à gauche ne laisse aucun doute.
La première image est celle du Hall of Justice (en), ce qui introduit le thème de la justice et d'une société organisée. Mais dès la première scène, le spectateur comprend que tout se délabre : les bâtiments sont en ruine, la radio de la police est occupée en permanence par une opératrice donnant des recommandations naïves et des consignes décalées par rapport à la réalité, tandis que la principale occupation des policiers consiste à "se rincer l'œil" avec la lunette de leur arme de service.

### Inspirations
Le film s'inspire sur plusieurs aspects de Point limite zéro (Vanishing Point, 1971) de Richard Sarafian, à tel point qu'on peut le considérer comme un hommage à l'œuvre de Sarafian. La scène d'introduction notamment, où les deux policiers cherchent en vain à intercepter le Nightrider, est reprise presque plan pour plan d'une scène centrale de Point limite zéro. Il n'est aussi pas sans ressemblances avec le livre Route 666 (Damnation Alley, 1966, aussi traduit sous le titre Les Culbuteurs de l'Enfer) de Roger Zelazny, pionnier du post-apocalyptique, par l'environnement post-apocalyptique lui-même et par la personnalité du héros.

### Véhicules

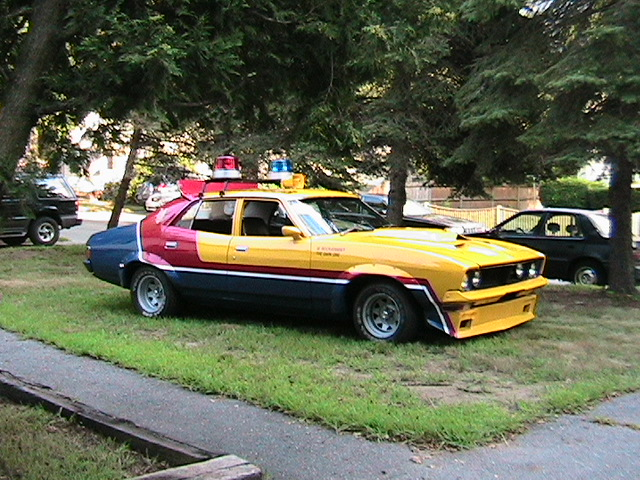
Réplique de l'Interceptor

- L'Interceptor jaune rouge et bleu de Max est une ancienne voiture de police, une Ford Falcon (XB) (en) sedan de 1974 avec un moteur modifié, un Cleveland 5,8 litres (soit 351 cubic inch de cylindrée)[21].
- The Big Bopper, conduite par Roop et Charlie, est aussi une ancienne voiture de police de même modèle mais avec son moteur d'origine, un V8 de 302 cubic inch de cylindrée[22].
- The March Hare, conduite par Sarse et Scuttle, est un ancien taxi de Melbourne, une Ford Falcon (XA) (en) sedan de 1972 avec un moteur de six cylindres en ligne[23].
- Le véhicule de l'Aigle de la route (Nightrider en VO) est un coupé Holden HQ LS Monaro de 1972[24].
- La voiture la plus mémorable du film, la Pursuit Special noire de Max, est une version GT351 de la Ford Falcon (XB) Hardtop 1973 (version vendue entre décembre 1973 et août 1976). Elle a été modifiée par les préparateurs Murray Smith, Peter Arcadipane et Ray Beckerley. Après la fin du tournage, la voiture est mise en vente mais ne trouve pas d'acquéreur et Murray Smith la conserve. Le réalisateur George Miller la rachète ensuite pour l'utiliser dans Mad Max 2 : Le Défi. À la fin du tournage, la voiture reste stockée dans un garage d'Adélaïde puis est achetée par un fan du film, Bob Forsenko, qui la fait restaurer[25]. En 1993, Peter Nelson, conservateur du Cars of the Stars Motor Museum (en) de Keswick en Angleterre, la rachète pour l'exposer. En 2011, le musée ferme ses portes et la voiture est vendue au collectionneur Michael Dezer (en) qui l'expose à son tour dans son musée aux États-Unis, le Miami Auto Museum at the Dezer Collection (en)[26].
- La voiture conduite par le jeune couple attaqué par les motards est une Chevrolet Bel Air sedan de 1959[27].
- Pour les scènes de motos du film, 14 motos Kawasaki Kz1000 sont données par Kawasaki. Elles ont été modifiées par un garage appelé La Parisienne comme la moto de Goose[28]. Certains membres du gang du film ont été joués par un véritable gang de motards local, The Vigilantes.
- Le petit van bleu détruit après avoir été heurté pas The Big Bopper est un Mazda Bongo de 1966. C'était le véhicule personnel du réalisateur mais contrairement à la croyance populaire son van n'est pas détruit. Pour la cascade il est remplacé par un autre Bongo, en piteux état et sans moteur, récupéré dans une casse et repeint à la va-vite. Par ailleurs les pots de peinture sur son toit sont en réalité remplis de lait, plus facile à nettoyer après le tournage[29].

Au total, 14 véhicules sont détruits pour les scènes de poursuites et d'accidents du film.

### Censure

#### France
George Miller a beaucoup de problèmes avec son film, jugé trop violent et influent pour les jeunes. Voulant éviter le classement X, la censure accepte de projeter le film en échange de quelques coupes, mais Miller décrète que, mis à part des plans choquants de quelques secondes, ce n'est pas le film qui est violent mais le climat général, la brutalité ambiante.
En France, Mad Max, qui devait sortir en salles sous le titre Matière hurlante, se voit écoper d'un classement X par la Commission de contrôle pour incitation à la violence le 28 avril 1980 le contraignant à être diffusé dans un circuit de distribution de salles pornographiques, la commission ayant voté d'abord contre l'interdiction totale à 12 contre 9 puis pour le X-violence à 16 voix pour,. Warner propose des coupes afin de permettre l'exploitation de son film en salles normales, refusant d’exploiter, pour des raisons d'image, un film X. La Commission maintient son jugement, ayant voté contre le refus de visa à 8 contre 6 puis pour l'incitation à la violence à 8 voix contre 6 pour la simple interdiction aux mineurs et ayant accusé Mad Max d'être "fait d'un bout à l'autre de fascination et de glorification de la violence" et de "fascination de la mécanique" comme "délire de puissance" et "instrument d'humiliation et de mort". Toutefois, le classement X fut levé le 10 août 1981,,.
Malgré cela, le film, qui gardera son titre original, doit attendre janvier 1982, soit près de trois ans après sa sortie en Australie, pour être distribué en France dans des salles traditionnelles, obtenant une interdiction aux moins de 18 ans lors de son examen par la Commission de classification des œuvres cinématographiques, mais est amputé de six minutes. Il devra attendre une ressortie en 1983, peu de temps après le succès en salles de Mad Max 2, pour que le film soit visible en version intégrale sur le territoire français après vote favorable de la Commission à 14 voix contre 4 voulant l'interdiction totale,,.
En 1990, le palier d'interdictions des longs-métrages est réévalué sur le territoire français, Mad Max écope d'une interdiction aux moins de 16 ans. Toutefois, en avril 2015, à la demande du distributeur, Warner Bros., le film est montré une nouvelle fois à l’assemblée plénière de la Commission de Classification du CNC, la huitième en trente-cinq ans, qui émet dorénavant une interdiction aux moins de 12 ans avec comme motif : « Interdiction aux mineurs de moins de douze ans. La Commission a, en effet, estimé que le climat oppressant ainsi que les scènes violentes, bien que souvent hors champ, sont susceptibles de heurter la sensibilité du jeune public. En revanche, la stylisation de la violence, l'atmosphère non réaliste du film et le traitement des personnages ne justifient plus, aujourd'hui, le maintien de l'interdiction aux mineurs de moins de seize ans » et obtient un nouveau visa le 16 avril 2015 avec cette nouvelle classification, assorti du label « art et essai ».

#### Nouvelle-Zélande
Le film fut interdit en Nouvelle-Zélande jusqu'en 1983 pour sa violence ainsi que pour la scène où Goose est brulé vif (la scène étant jugée trop proche d'un évènement réel), lorsque ce film fut interdit aux mineurs,.

#### Suède
Le film fut interdit en Suède jusqu'en 2005.

## Box-office
Compte tenu de son petit budget de production, Mad Max rencontre un succès commercial au box-office, rapportant 5 355 490 $A en Australie et 100 000 000 $ US de recettes mondiales, dont 8 750 000 $ aux États-Unis, où il a connu une sortie limitée. Vu que le long-métrage a été financé de manière indépendante, Mad Max était le film le plus rentable jamais réalisé à l'époque et détenait d'après Livre Guinness des records le rapport box-office/budget le plus élevé de tous les films jusqu'à la sortie du Le Projet Blair Witch, en 1999.
En France, le film, sorti en janvier 1982 dans une version amputée de six minutes après une censure de trois ans, prend la deuxième place du box-office la semaine de sa sortie avec 496 356 entrées, dont 148 386 entrées sur Paris, où il fut distribué dans 26 salles,. Bien que le film décélère en termes de fréquentation en salles, Mad Max arrive à se maintenir dans le top 10 hebdomadaire, atteignant le million d'entrées durant sa quatrième semaine. Le film quitte le top 30 hebdomadaire après avoir cumulé un total de 1 438 064 entrées en deux mois d'exploitation et totalisera 1 589 248 entrées en fin d'exploitation.
Mad Max ressort en salles en janvier 1983 dans sa version intégrale après l'énorme succès du second opus sur le territoire français et prend la quatrième place du box-office avec 174 084 entrées, portant le total à 1 763 332 entrées. Il atteint les 2 millions d'entrées fin février 1983 et quitte le top 30 fin mars 1983. La ressortie de Mad Max a totalisé 785 954 entrées, portant le total à 2 375 202 entrées. Avec les ressorties en salles, Mad Max totalise 2 565 461 entrées.

## Doublage
Le film est doublé en anglais américain pour sa distribution aux États-Unis (y compris Mel Gibson).